# Хосе Анхель Ірібар
Хосе Анхель Ірібар (ісп. José Ángel Iribar Cortajarena, нар. 1 березня 1943, Сарауц) — іспанський футболіст, що грав на позиції воротаря. По завершенні ігрової кар'єри — тренер.
Виступав за клуб «Атлетік Більбао», а також національну збірну Іспанії. Дворазовий володар кубка Іспанії. У складі збірної — чемпіон Європи.

## Клубна кар'єра
Народився 1 березня 1943 року в місті Сарауц. Вихованець футбольної школи свого містечка. У дорослому футболі дебютував в 1961 році виступами за команду клубу «Баракальдо», в якій провів один сезон.
1962 року перейшов до клубу «Атлетік Більбао», за який відіграв 18 сезонів. Більшість часу, проведеного у складі «Атлетика», був основним голкіпером команди. Завершив професійну кар'єру футболіста виступами за команду «Атлетик» у 1980 році.

## Виступи за збірні
1964 року дебютував в офіційних матчах у складі національної збірної Іспанії. Протягом кар'єри у національній команді, яка тривала 13 років, провів у формі головної команди країни 49 матчів, пропустивши 42 голи.
У складі збірної був учасником чемпіонату Європи 1964 року в Іспанії, здобувши того року титул континентального чемпіона, чемпіонату світу 1966 року в Англії.

## Кар'єра тренера
Розпочав тренерську кар'єру невдовзі по завершенні кар'єри гравця, 1983 року, очоливши тренерський штаб клубу «Більбао Атлетік». 1986 року став головним тренером команди «Атлетік Більбао», тренував клуб з Більбао один рік.
Наразі останнім місцем тренерської роботи був клуб Країна Басків, головним тренером команди якого Хосе Анхель Ірибар був з 1999 по 2010 рік.

## Досягнення

### Командні
- Володар кубка Іспанії:

«Атлетік Більбао»: 1969, 1972–1973
- Чемпіон Європи: 1964

### Особисті
- Трофей Самори — найкращий воротар Іспанії в 1970 році.